# Odorrana nasuta
Espèce
Synonymes
- Rana nasuta (Fei, Ye & Li, 2001)

Statut de conservation UICN

 LC  : Préoccupation mineure
Odorrana nasuta est une espèce d'amphibiens de la famille des Ranidae.

## Répartition
Cette espèce est endémique de l'île de Hainan en Chine. Elle se rencontre entre 350 et 850 m d'altitude dans les xians autonomes de Qiongzhong, de Lingshui et de Baisha,.

## Publication originale
- Fei, Ye & Li, 2001 : Taxonomic studies of Odorrana versabilis in China II. Descriptions of two new species. (Amphibia : Ranidae). Acta Zootaxonomica Sinica, vol. 26, no 4, p. 601-607 (introduction).